# 홍석
홍석(본명: 양홍석, 梁洪碩, 1994년 4월 17일 ~ )은 대한민국의 가수, 배우로 보이 그룹 펜타곤의 리드보컬을 맡고 있다.

## 학력
- 성남정자초등학교(졸업)
- Hwa Chong International School(졸업)
- 대외경제무역대학(휴학)

## 음반 목록

### 작곡
- 청개구리(2018)
- 빛나리(2018)
- Like Paradise(2018)
- 머물러줘(2017)
- RUNAWAY(2017)
- 설렘이라는 건(2017)
- Like This(2017)
- 고마워 (2017)
- You Are(2016)
- Organic Song(2016)
- 젊어 (Prod. Dok2)(2016)

## 출연 작품

### 텔레비전 프로그램
- 2017년 《주간 아이돌》 - 출연자
- 2017년 《배달 미식회》 - 게스트
- 2018년 《방문교사》 - 출연자
- 2018년 《진짜 사나이 300》 - 출연자
- 2018년 《니가 알던 내가 아냐》 - 출연자
- 2019년 《정글의 법칙》 in 미얀마 - 출연자
- 2019년 《복면가왕》 - 출연자

### 드라마
| 연도 | 방송사       | 제목                                | 역할      | 비고     |
| ---- | ------------ | ----------------------------------- | --------- | -------- |
| 2019 | iHQ DRAMA    | 최고의 치킨                         | 배기범    |          |
| 2019 | 72초TV       | 어쨌든 기념일                       | 홍우재    |          |
| 2020 | 플레이리스트 | 트웬티트웬티                        | 크루 형 2 | 특별출연 |
| 2021 | SBS          | 불새 2020                           | 신아준    |          |
| 2021 | 플레이리스트 | 블루버스데이                        | 지서준    |          |
| 2021 | 넷플릭스     | 무브 투 헤븐: 나는 유품정리사입니다 | 박준영    |          |
| 2022 | 카카오TV     | 아쿠아맨                            | 지성준    |          |

### 영화
- 2017년 《내게 남은 사랑을》 - 김우주